# 행정청
행정청(行政廳)은 행정에 관한 의사를 결정하여 표시하는 국가 또는 지방자치단체의 기관, 그 밖에 법령 또는 자치법규에 따라 행정권한을 가지고 있거나 위탁을 받은 공공단체나 그 기관 또는 사인을 말한다.

## 종류

### 독임제 행정청
장관, 처장, 청장 및 외국의 장(경찰서장, 소방서장 등), 지방자치단체의 장(특별시장, 광역시장, 도지사, 시장, 군수), 권한의 위임을 받은 행정기관

### 합의제 행정청
행정심판위원회, 토지수용위원회, 중앙선거관리위원회, 감사원, 배상심의회, 노동위원회, 소청심사위원회, 금융통화위원회, 공정거래위원회 등

## 권한
행정청이 법령상 유효하게 행정주체의 의사를 결정, 표시할 수 있는 범위를 행정청의 권한이라고 한다. 행정기관의 권한은 기관의 고유한 이익을 위하여가 아니라 기관의 배후에 있는 행정주체의 이익을 위하여 행사된다.

## 판례
- 법령에 의해 합의제 행정기관의 이름으로 처분을 할 수 있는 권한이 주어진 경우에는 당해 합의제 행정기관이 합의제 행정청으로서 피고가 된다. 즉 토지수용위원회, 공정거래위원회, 행정심판위원회, 감사원 등은 합의제 행정청이다[2].

## 같이 보기
- 보조기관
- 보좌기관
- 의결기관
- 자문기관
- 집행기관
- 감사기관
- 부속기관